# Fist for Fight
A Fist for Fight a Sabaton nevű svéd power metal zenekar első albuma. A lemez anyagát az együttes korábbi két demójának dalaiból válogatta össze. Először 2000-ben jelent meg saját kiadásban, majd 2001-ben az olasz Underground Symphony kiadó újra megjelentette. A 2007-es Metalizer című Sabaton albumhoz csatolva is kiadásra került, mint bónusz CD. Az album eredeti változatát már nem lehet kapni, mert kifutott.

## Az album dalai
1. "Introduction" - 0:53
2. "Hellrider" - 3:45
3. "Endless Nights" - 4:48
4. "Metalizer" - 4:42
5. "Burn Your Crosses" - 5:27
6. "The Hammer Has Fallen" - 5:46
7. "Hail to the King" - 4:09
8. "Shadows" - 3:32
9. "Thunderstorm" - 3:07
10. "Masters of the World" – 3:57
11. "Guten Nacht (Bónusz dal)" - 1:11

## Közreműködők
- Joakim Brodén - ének és billentyűs hangszerek
- Rickard Sundén - gitár és háttérvokál
- Oskar Montelius - gitár és háttérvokál
- Pär Sundström - basszusgitár
- Daniel Mullback - dob

## Külső hivatkozások
- Az együttes hivatalos oldala (angolul)
- metal-archives.com
- Sabaton dalszövegek (angolul)
- Fist for Fight a MusicBrainz.org-on (angolul)